# 엠브라에르 EMB 314 슈퍼 투카노
엠브라에르 EMB 314 슈퍼 투카노(포르투갈어: Embraer EMB 314 Super Tucano, 영어: Super Toucan)는 ALX 또는 A-29라고도 불린다. 단발 엔진 2인승 터보프롭 경공격기, COIN기, 훈련기이다. 브라질, 콜롬비아, 칠레, 도미니카 공화국, 에콰도르에서 사용한다. 엠브라에르는 경공격기 외에도 최근 개발한 C-390 밀레니엄 중형 수송기를 아시아와 중동에  수출할 계획이다.
슈퍼투카노는 1600마력 엔진을 사용하며 최대무장량 1.5톤이지만, KT-1은 950마력 엔진을 사용한다. 투카노는 750마력 엔진을 사용하며 최대무장량 1톤이다.

## 제원 (EMB 314)
일반 특성
- 승무원: 1인승, 2인승
- 길이: 11.33 m (37.17 ft)
- 날개폭: 11.14 m (36.55 ft)
- 높이: 3.97 m (13.02 ft)
- 날개면적: 19.4 m² (208.82 sq ft)
- 공허중량: 3,020 kg (6,658 lb)
- 탑재중량: 4,520 kg (9,965 lb)
- 최대이륙중량: 5,200 kg (11,464 lb)
- 엔진: 1× Pratt & Whitney Canada PT6A-68C, 1,600 hp (1,193 kW)

성능
- 최대속도: 590 km/h (320 knots, 370 mph)
- 항속거리: 2,855 km (1,774 mi, 1,542 nmi)
- 상승한도: 10,668 m (35,000 ft)
- 상승률: 24 m/s (79 ft/s)

무장
- 2x 12.7 mm FN Herstal M3P 기관총
- 1x 20 mm 기관총 포드 (동체)
- 4x 70 mm 로켓 포드
- 일반 폭탄, 레이저 유도 폭탄
- 2x AIM-9 사이드와인더, MAA-1 Piranha, Python 3/4 공대공 미사일
- 5개의 하드포인트
- AGM-65 매버릭 공대지 미사일

## 사용 국가
- 아프가니스탄: 20
- 브라질: 100
- 콜롬비아: 25
- 칠레: 12
- 에콰도르: 24
- 미국: 20
- 도미니카 공화국: 8
- 과테말라: 6

## 같이 보기
- Short Tucano
- KT-1
- 필라투스 PC-7
- 필라투스 PC-9
- PZL-130 Orlik
- T-6 텍산 II
- 엠브라에르 EMB 312 투카노